# مانکن پیس (فیلم)
مانکن پیس (انگلیسی: Manneken Pis) فیلمی در ژانر کمدی و درام است که در سال ۱۹۹۵ منتشر شد.